# 里曼塔斯·考克納斯
里曼塔斯·考克納斯（1977年4月11日—），立陶宛籃球運動員。他現在效力於立陶宛球隊考納斯籃球俱樂部。他也代表立陶宛國家籃球隊參賽。